# Boris Gromov
Boris Vsevolodovitch Gromov (en russe : Бори́с Все́володович Гро́мов), né le 7 novembre 1943 à Saratov, est un militaire et homme politique soviétique puis russe.

## Biographie
Il a participé à la guerre d'Afghanistan sur trois périodes : 1980-1982, 1985-1986 et 1987-1989. Il est le dernier commandant de la 40e armée soviétique en Afghanistan et le dernier soldat à quitter le pays lors du retrait soviétique d'Afghanistan de 1989. Il a reçu de nombreuses décorations, dont celle de Héros de l'Union soviétique pour l'opération Magistral de 1988. Il devient commandant du District militaire de Kiev de 1989 à 1990 avant d'être remplacé par le général Viktor Tchetchevatov.
Désigné candidat par le Parti communiste de l'Union soviétique à la vice-présidence pour l'élection présidentielle russe de 1991 (avec Nikolaï Ryjkov comme candidat au poste de président) où il échoue, il obtient le poste de vice-ministre de la Défense russe, puis à la suite de sa retraite de l'armée, de ministre de l’Intérieur. Il est finalement élu à la Douma et est, de 2000 à 2012, gouverneur de l'oblast de Moscou.

## Crédits
- (en) Cet article est partiellement ou en totalité issu de l’article de Wikipédia en anglais intitulé « Boris Gromov » (voir la liste des auteurs).